# 川畑明美
川畑 明美（かわばた あけみ、1969年1月11日 - ）は、著作家、ファイナンシャルプランナー、教育費研究家、 コーアクティブコーチ。
群馬県出身。株式会社 川畑明美エフ・ピー事務所 代表取締役。

## 著書
- 『元手ゼロ、毎月5万円で1億円つくる! 9マス分散式ではじめる積立投資信託』（ソシム、2016年1月21日）ISBN 978-4802610346